# 萩野由之
萩野 由之（はぎの よしゆき、万延元年4月17日（1860年6月6日） - 大正13年（1924年）1月31日）は、日本の歴史学者・国文学者。東京帝国大学名誉教授。文学博士。

## 略年譜
※日付は明治5年まで旧暦
- 万延元年（1860年）4月17日、佐渡国雑太郡相川下戸炭屋町（現在の新潟県佐渡市相川下戸炭屋町）に、彫刻師の萩野咲蔵の長男として生まれる。母はちゑ。幼名は平作。幼時より修教館（佐渡の官学）教授をつとめた丸岡南陔方へ出入りし、講話などを聴いた。
- 慶応2年（1866年）、円山溟北が主宰する学古塾に入門。
- 明治4年（1871年）、修教館に特待生として入学。同6年には助教。
- 明治5年（1872年）
  - 4月、相川県（現在の新潟県）より「学問所生員申付候事」（特待生）の辞令を受ける。
  - 11月、大試に甲科で合格。相川県より「県学助読申付候事月給金半円」（県学教員）の辞令を受ける。
- 明治6年（1873年）14歳で父親を亡くし、祖父も目の衰えから仕事ができず、教員の傍ら印判彫りで家計を支える[2]。
- 明治8年（1875年）10月、下戸校教導生の辞令を受ける。迫りくる欧州にアジア全体で対抗するには中国の覚醒が第一と考えるようになる[2]。
- 明治10年（1877年）、上京。興亜会の支那語学校に入学、また重野安繹について国漢を修める。
- 明治11年（1878年）、帰郷し、県学教員（広間校訓導補）に復職。
- 明治13年（1880年）、三郡連合会議員選挙に立候補し当選。5月、再び上京して興亜会支那語学校に入学。
- 明治14年（1881年）、母・ちゑの願いにより帰郷。印判屋を続けるうち、東大の古典科生徒募集を知る[2]。
- 明治15年（1882年）、東京大学文学部古典講習科入学。
- 明治19年（1886年）7月、東京帝国大学文科大学古典講習科国書課卒業。元老院書記生となり第三課に勤務。江戸幕府制度の編纂に関わる。また文部省嘱託として『古事類苑』外交部の編修に携わる。
- 明治23年（1890年）
  - 9月、貴族院属となり、編纂課や速記課に勤務。古代法制の研究に従事。
  - 11月、國學院講師。
- 明治25年（1892年）
  - 11月、学習院教授に就任し、従七位に叙せられる。
  - 12月、帝国議会図書館設立に際し国内図書の調査を嘱託。
- 明治27年（1894年）、皇太子・嘉仁親王（のちの大正天皇）の教科書として『近世国文』（2巻）を編み、東宮職へ奉納。
- 明治29年（1896年）
  - 1月、高等師範学校兼女子高等師範学校教授に就任。
  - 3月、第9回尋常師範学校尋常中学校尋常高等女学校教員検定委員に就任。
- 明治32年（1899年）2月、東京帝国大学文科大学講師を嘱託される。
- 明治34年（1901年）
  - 4月、日本女子大学校教授に就任。博士会の推薦によって文学博士の学位を取得。
  - 9月、東京帝国大学文科大学教授に就任（東京高等師範学校教授と兼任）、国史学第二講座を担当。
- 明治35年（1902年）
  - 11月、国學院研究科の指導講師を嘱託。
  - 12月、勲六等瑞宝章を受ける。
- 明治40年（1907年）7月、神社調査委員を嘱託。徳川慶喜伝の編纂事業始まる。
- 明治41年（1908年）9月、教科用図書調査委員会委員を嘱託。
- 明治42年（1909年）11月、学術調査のため朝鮮へ出張。
- 明治44年（1911年）5月、維新史料編纂会委員を嘱託。
- 大正2年（1913年）9月、神宮皇學館評議委員を嘱託。
- 大正3年（1914年）4月、神社奉祀調査会委員を嘱託。
- 大正4年（1915年）5月、明治神宮造営局評議委員を嘱託。
- 大正5年（1916年）4月、帝国学士院会員に列せられる。
- 大正6年（1917年）6月、高等官一等に叙せられる。
- 大正7年（1918年）9月、学術調査のため満州・中国へ出張。
- 大正9年（1920年）12月、勲二等瑞宝章受章。
- 大正12年（1923年）
  - 3月、東京帝国大学教授、東京高等師範学校教授を定年退官。
  - 6月、宮内省御用掛に就任し、勅任官待遇で図書寮に勤務。
  - 7月、勅旨に依り東京帝国大学名誉教授の名称を受ける。
- 大正13年（1924年）
  - 1月、経筵進講者控を命ぜられる。
  - 1月31日、狭心症により死去。享年65（宮内省の都合によって2月1日死去と発表）。旭日重光章。墓所は染井霊園。

## 研究内容・業績
- 研究領域は幅広く、一つに、古代・近世の法制史の研究で、『日本制度通』（小中村義象と共著）・『日本財政史』・『江戸幕府職官考』等を著した。二つに、古代から中世の古典の研究で、特に『神皇正統記』や四鏡等の校訂や研究に力を注いだ。三つに、幕末維新史の研究で、渋沢栄一著の『徳川慶喜公伝』の監修（実際は渋沢は注文主に過ぎず、萩野自身が執筆した[3]）や『王政復古の歴史』を著した。
- 萩野の郷土である佐渡島の研究や史料蒐集も行い、佐渡関係の著述も多数ある。彼の蒐集した佐渡関係史料は未刊の『佐渡群書類従』を中核に千余冊が新潟県立佐渡高等学校同窓会の「舟崎文庫」に所蔵されている。また、萩野の蔵書は九州大学附属図書館に「萩野文庫」（七千五百余冊）、東京大学附属図書館に「萩野本」（六百五十冊）として架蔵されている。さらにその他諸機関に収蔵されることなく、萩野の死後も、長く子孫の邸宅に保管され続けていた資料が、学習院大学史料館に受贈され、「萩野由之博士史料」として収蔵されている。

## 家族・親族
- 長男：萩野懷之は史料編纂官補として働いたが、由之より先に没す[4]。
- 娘婿に機械工学者の丹羽重光[5]。丹羽（1881－1966、名古屋出身、東京帝大卒）は芝浦製作所を経て欧米留学後、東京帝大教授となり、定年後、慶応大教授、機械学会会長、空気調和・衛生工学会会長などを務めた[6]。

## 受賞・栄典
位階
- 1923年（大正12年）4月30日 - 従三位[7]

勲章
- 1906年（明治39年）12月27日 - 勲五等瑞宝章[8]